# Henry Henshaw (ornitologo)
Henry Wetherbee Henshaw (Cambridgeport, 3 marzo 1850 – Washington, 1º agosto 1930) è stato un ornitologo ed etnologo statunitense.

## Biografia
Henry Wetherbee Henshaw nacque da William e Sarah Holden Wetherbee. Studiò alla Cambridge High School, dove conobbe William Brewster. Nel 1869 fu costretto ad abbandonare la scuola per problemi di salute e partì per un viaggio per la raccolta di campioni in Louisiana. Questo segnò l'inizio della sua carriera di naturalista sul campo.
Nel 1870 Henshaw si recò in Florida con il naturalista Charles Johnson Maynard e l'artista Edwin Lord Weeks. Nello stesso anno trovò il primo gambecchio di Baird a est del fiume Mississippi, a Boston. Fu grazie a questa scoperta che Henshaw divenne noto al segretario dello Smithsonian, Spencer Baird. Nel 1872 andò nello Utah come collezionista di storia naturale per il Wheeler Survey, continuando fino a quando questo non si fuse con lo United States Geological Survey nel 1879.
Nel 1872 Henshaw andò a Salt Lake City con il Wheeler Survey come naturalista e nel 1874 fece la sua spedizione sul campo di maggior successo, andando da Santa Fe, nel Nuovo Messico fino al fiume Gila e nel sud-ovest dell'Arizona. Lì incontrò gli Apache nativi e catturò esemplari per lo Smithsonian. Nel 1875 tornò a Washington e fu avvicinato da John Wesley Powell del Bureau of Ethnology. Insieme a C. Hart Merriam e Grove Karl Gilbert, Henshaw partì diretto ad ovest per lo United States Geological Survey, dove oltre al suo lavoro ornitologico, Henshaw lavorò sulla linguistica e sull'antropologia, completando infine un libro in due volumi intitolato Handbook of North American Indians North of Messico.

### Hawaii
Nel 1894, in cattive condizioni di salute dopo un grave attacco di influenza che lo lasciò ricoverato in ospedale, Henshaw si trasferì alle Hawaii con l'espresso intento di diventare cittadino della nazione insulare e in cerca di una salute migliore. Lì iniziò ad interessarsi alla fotografia. Recuperata la salute, tornò a focalizzarsi sull'ornitologia, in particolare agli uccelli della zona di Hilo, dove viveva, così come a quelli nelle alture più asciutte e più elevate intorno a Mauna Kea. Raccolse e conservò centinaia di esemplari e pubblicò due opere sugli uccelli hawaiani. Osservare l'estinzione di massa degli uccelli alle Hawaii avrebbe poi reso Henshaw un conservazionista. Lasciò le Hawaii nel 1904 per tornare a Washington.

### Conservazionismo
Nel 1910, Henshaw sostituì il suo vecchio amico C. Hart Merriam come capo dello U.S. Biological Survey. Con ritrovato zelo, Henshaw iniziò a lavorare per la conservazione degli uccelli, pubblicando Fifty Common Birds of Farm and Orchard (Cinquanta uccelli comuni di fattoria e frutteto), che vendette 200.000 copie, nel 1913. Questa pubblicazione fece avvicinare Henshaw da Gilbert Hovey Grosvenor, che chiese a Henshaw se Fifty Common Birds of Farm and Orchard potesse essere stampat sul National Geographic Magazine. Il risultato finale di quella pubblicazione fu la National Geographic Field Guide to Birds of North America. Pur non lavorando con il National Geographic, Henshaw fece pressioni, insieme a George Shiras, per approvare il Weeks-McLean Act, altrimenti noto come Migratory Bird Law. Henshaw consegnò a Woodrow Wilson la penna con la quale Wilson firmò la legge nel 1913.
Henshaw andò in pensione nel 1916 e visse a Washington, celibe fino alla fine dei suoi giorni. Negli ultimi anni di vita iniziò a studiare le alghe. Henshaw morì il 1º agosto 1930, all'età di 81 anni.

## Organizzazioni
Henshaw fu uno dei fondatori del Nuttall Ornithological Club nel 1873, dell'American Ornithologists' Union nel 1883 e della National Geographic Society nel 1888.

## Eredità
Henshaw è commemorato nel nome scientifico di una specie di lucertola, Xantusia henshawi.